# Chris Espinosa
Chris Espinosa é um cientista da computação estadunidense.
É o empregado número 8 da Apple. Tinha quatorze anos de idade quando começou a trabalhar na Apple, em 1976, quando a companhia ainda estava situada na garagem dos pais de Steve Jobs. Espinosa estudou na Universidade da Califórnia em Berkeley, orientado inicialmente por Andy Hertzfeld.
Em 1981 Espinosa tornou-se membro da equipe Macintosh, tendo trabalhado desde então em diversos projetos da Apple, incluindo o Mac OS, A/UX, HyperCard, Taligent, Kaleida Labs, AppleScript e OS X. É atualmente gerente de engenharia de desenvolvimento da equipe Xcode.
Espinosa é presença frequente da Apple Worldwide Developers Conference, e ocasionalmente aparece como conferencista das sessões Stump the Experts.